# 허브 공항

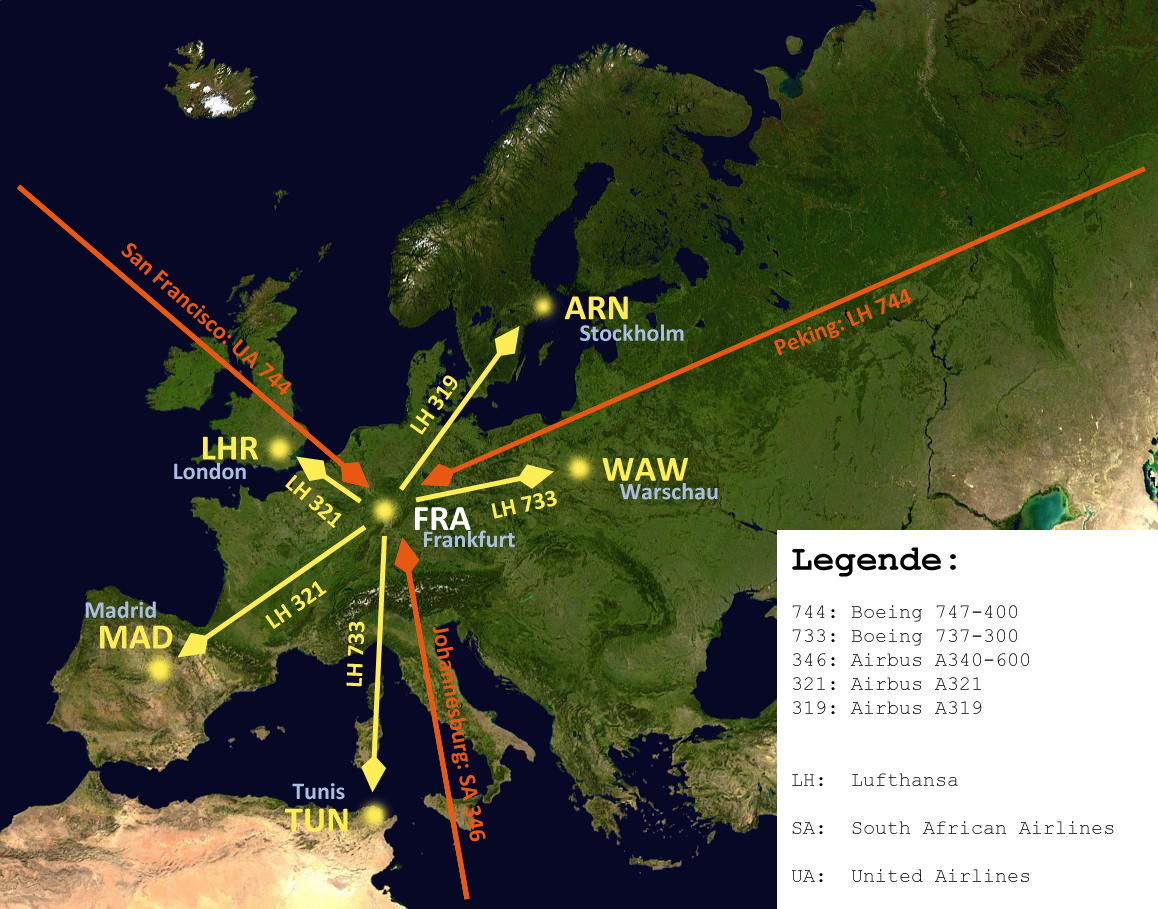

허브 공항(Airline hub) 또는 거점 공항은 그 지역의 중심이 되는 공항을 말한다. 예를 들어 유럽으로 사람이나 화물이 갈때 특정 공항을 거치는 경우가 많으며, 주요 환승 거점이라면 그 공항을 허브 공항이라 할 수 있다. 이를 통해 사람 이동과 물류의 중심지가 될 수 있기 때문이다. 또 다른 의미로는 개별 항공사가 거점을 두고 주로 이용하는 공항을 뜻한다. 

## 주요 허브 공항
- 대한민국 인천국제공항
- 대한민국 김포국제공항
- 독일 프랑크푸르트암마인 공항
- 영국 히스로 공항
- 태국 수완나품 국제공항
- 태국 돈므앙 국제공항
- 일본 나리타 국제공항
- 아랍에미리트 두바이 국제공항
- 싱가포르 싱가포르 창이 공항
- 미국 로스앤젤레스 국제공항
- 미국 존 F. 케네디 국제공항
- 미국 오헤어 국제공항
- 미국 매캐런 국제공항
- 브라질 리우데자네이루 갈레앙 국제공항
- 브라질 상파울루 구아룰류스 국제공항
- 러시아 도모데도보 공항
- 러시아 셰레메티예보 국제공항
- 인도 인디라 간디 국제공항
- 인도네시아 수카르노 하타 국제공항
- 중국 베이징 수도 국제공항
- 말레이시아 쿠알라룸푸르 국제공항
- 오스트레일리아 시드니 공항
- 프랑스 파리 샤를 드 골 공항
- 튀르키예 아타튀르크 국제공항
- 이집트 카이로 국제공항
- 마카오 마카오 국제공항
- 홍콩 홍콩 국제공항
- 베트남 노이바이 국제공항
- 베트남 이나리이라 공항